# Свети Спас (Чемерско)
„Свето Възнесение Господне/Христово“ или „Свети Спас“ (на македонска литературна норма: „Свети Спас“) е възрожденска православна църква в тиквешкото село Чемерско, южната част на Северна Македония.
Църквата е гробищен храм, разположен в южната част на селото. Изградена е в XIX век и като архитектурен тип представлява трикорабна базилика. След като изгаря, е възобновена на старите темели. В нея има няколко икони от XIX век.